# جرارد تاوارا
جرارد تاوارا (انگلیسی: Gerald Távara؛ زادهٔ ۲۵ مارس ۱۹۹۹) بازیکن فوتبال اهل پرو است.
وی همچنین در تیم‌های ملی فوتبال زیر ۲۰ سال پرو، و پرو بازی کرده‌است.